# Хеммингссон, Нина
Нина Хеммингссон (швед. Nina Hemmingsson; род. 30 ноября 1971 года) — шведская художница, карикатурист.

## Биография
Нина Хеммингссон родилась 30 ноября 1971 года. Художественное образование получила в академии художеств Kunstakademien в городе Тронхейм, Норвегия.  В настоящее время живет в муниципалитете Стокгольма — Aspudden.
Как художник Нина Хеммингссон рисует серии комиксов, часто с политической и социальной критикой. Примером работ Хеммингссон является книга Bäst я början («Лучшие в начале»). Её работы были опубликованы в шведских журналах комиксов Galago и Bang, в студенческой газете Эрго (Ergo) в шведском городе Уппсала, в газете Афтонбладет (Aftonbladet) и др.
Она также выпустила в издательстве Ruin книги c рисунками: Hjälp!  («На помощь!»), Jag är din flickvän nu («Я твоя девушка»), и Demoner — ett bestiarium («Демоны — бестиарий»). В начале 2010 годов перед свадьбой кронпринцессы Виктории и Даниэля Вестлинга она сделала антикоролевскую серию рисунков под названием "Prinsessan & Gemålen".

## Работы
- 2004 – Hjälp!: serier. Stockholm: Kartago. ISBN 91-89632-19-2
- 2006 – Jag är din flickvän nu. Stockholm: Kartago. ISBN 91-89632-58-3
- 2007 – Roos, Harry; Hemmingsson Nina. Demoner: ett bestiarium. Stockholm: Ruin. ISBN 978-91-85191-28-4
- 2007 – Edlund, Ann-Catrine; Erson Eva, Milles Karin, Hemmingsson Nina, Frödin Ulf. Språk och kön. Stockholm: Norstedts akademiska förlag. ISBN 978-91-7227-452-5
- 2008 – Jonsson Mats, Mohr Sanna, Wedberg Sannie, red. Tilt: serier om droger och alkohol. Stockholm: ALMAeuropa. ISBN 978-91-7037-413-5
- 2009 – Teckningar och skisser. Malmö: Seriefrämjandet. ISBN 978-91-85161-48-5
- 2009 – Så jävla normal: teckningar 2006-2009. Stockholm: Kartago. ISBN 978-91-86003-24-1
- 2009 – Bild & Bubbla #177. Seriefrämjandet. ISBN 91-85161-47-0
- 2010 – Nyberg Andreas, red. Den totalt förbjudna dassboken. Sundbyberg: Semic. ISBN 978-91-552-5631-9
- 2011 – Mina vackra ögon. Kartago Förlag. ISBN 91-86003-76-3
- 2012 – Det var jag som kom hem till dig. Stockholm: Atlas. ISBN 978-91-7389-414-2
- 2012 – Nina Hemmingsson almanacka 2014. Kartago Förlag. ISBN 9789175150284
- 2013 – Nina Hemmingsson almanacka 2014. Kartago Förlag. ISBN 9789175150284